# 河内町立金江津小学校
河内町立金江津小学校（かわちちょうりつ かなえつしょうがっこう）は、茨城県稲敷郡河内町金江津にあった公立小学校。現在は金江津小学校スタジオという名前の学校スタジオとして使用されている。

## 概要
茨城県の最南端にある河内町は、利根川をはさんで千葉県に接した東西19.2km、南北2.8km、総面積44.4km2の東西に細い町で、その東部に位置するのが金江津地区である。金江津地区は町内を縦・横に走る排水路と水田及び散在する農村集落で、米作を中心に蓮根栽培、河川敷を利用した乳牛の放牧飼育が行われている。地域住民の教育に対する関心も高い。
教育優先の考えにたった行政、PTA活動も盛んである。

## 沿革
- 1876年（明治9年）11月 - 学校創立。仮校舎を千葉県香取郡金江津163番地におく。公立金江津小学校と称する。 [1]
- 1887年（明治20年）4月 - 学制改革により村立金江津尋常高等小学校と称する（11月2日を創立記念日とする）。
- 1899年（明治32年）4月 - 県域変更により茨城県稲敷郡に編入する。
- 1912年（明治45年）4月 - 金江津尋常高等小学校となる（高等科併置）。
- 1912年（大正元年）10月 - 金江津4465に校舎新築移転する。
- 1941年（昭和16年）4月 - 国民学校令施行により金江津国民学校となる。
- 1947年（昭和22年）4月 - 学制改革により金江津村立金江津小学校となる。
- 1958年（昭和33年）2月 - 河内村に合併、河内村立金江津小学校となる。
- 1959年（昭和34年）4月 - 田川、片巻、十三間戸の3分校を本校に統合する。
- 1963年（昭和38年）11月 - 校歌制定。
- 1996年（平成8年）6月 - 町制施行により、河内町立金江津小学校となる。
- 2018年（平成30年）3月31日 - 河内町立かわち学園中学校、金江津小学校、みずほ小学校、生板小学校が統合し、かわち学園が発足したため、閉校。

## 通学区域
- 河内町
  - 金江津、田川（行政区「下町歩」を除く）、片巻、和銅埜、下加納、平川、十三間戸、長竿（行政区「田川」「片巻」）[2]

## 進学先中学校
- 河内町立金江津中学校 - 不明 - 2017年3月
- 河内町立かわち学園中学校 - 2017年4月 - 2018年3月